# Shume Gerbaba

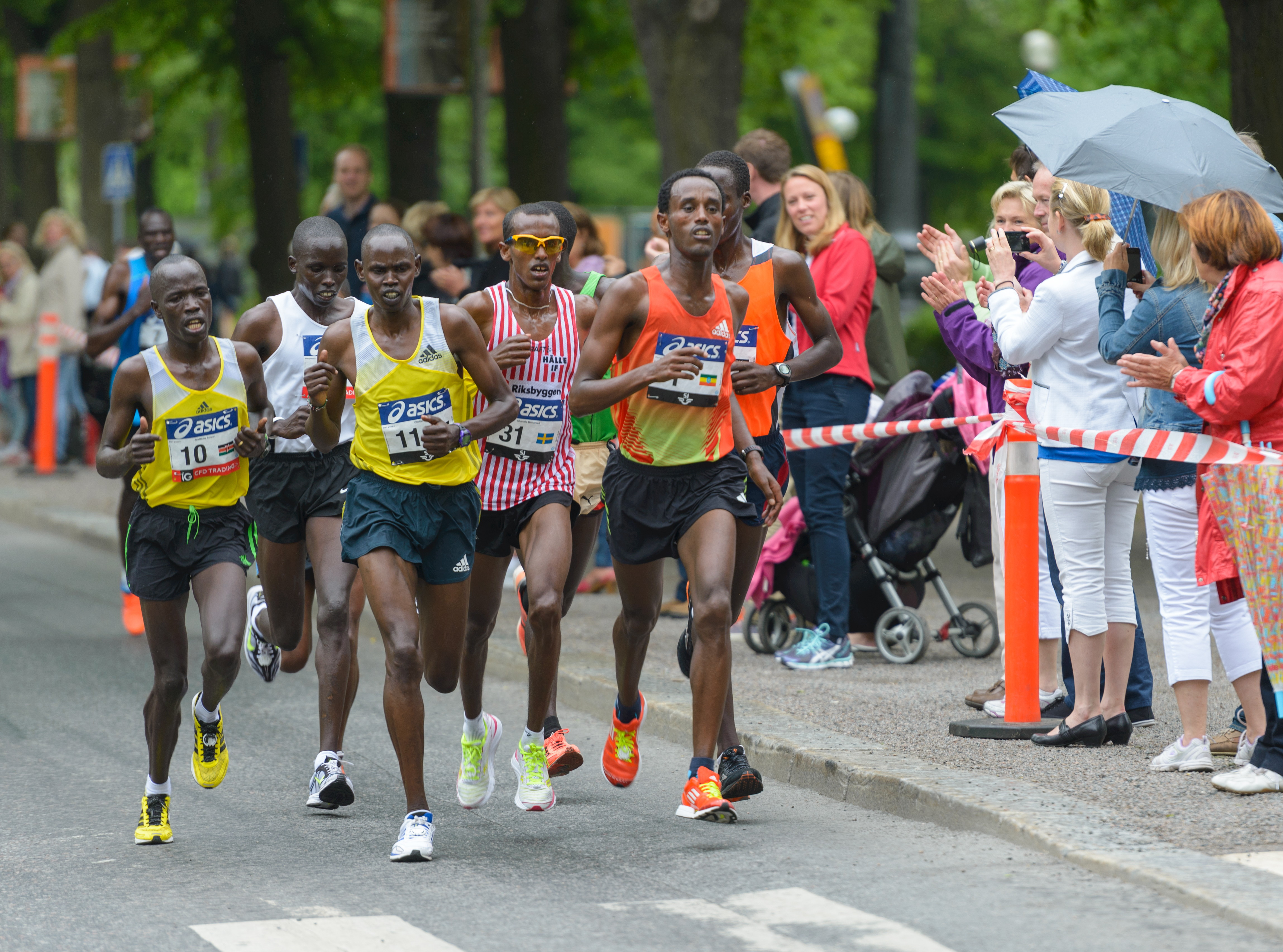
Shumi Gerbaba (nr 1) beim Stockholm-Marathon 2013

Shume Gerbaba (* 1982) ist ein äthiopischer Langstreckenläufer, der sich auf Straßenläufe spezialisiert hat.
2009 wurde er Vierter beim Singelloop Utrecht und Dritter beim Valencia-Halbmarathon.
Im Jahr darauf stellte er bei seinem Debüt über die 42,195-km-Distanz einen Streckenrekord beim Casablanca-Marathon auf.
2013 gewann er den Stockholm-Marathon in 2:16:13 h.

## Persönliche Bestzeiten
- 5000 m: 13:45,21 min, 24. Mai 2008, Hengelo
- 10.000 m: 27:48,7 min, 14. Juni 2009, Casablanca
- 10-km-Straßenlauf: 27:53 min, 27. September 2009, Utrecht
- Halbmarathon: 1:00:43 h, 22. November 2009, Valencia
- Marathon: 2:09:03 h, 24. Oktober 2010, Casablanca